# Массіміліано Росоліно
Массіміліано Росоліно (італ. Massimiliano Rosolino, 11 липня 1978) — італійський плавець.
Олімпійський чемпіон 2000 року, призер 2004 року, учасник 1996, 2008 років.
Чемпіон світу з водних видів спорту 2001 року, призер 1998, 2003, 2007 років.
Чемпіон світу з плавання на короткій воді 2006 року, призер 1999, 2000, 2008 років.
Чемпіон Європи з водних видів спорту 2000, 2002, 2004, 2006, 2008 років, призер 1995, 1997, 1999 років.
Чемпіон Європи з плавання на короткій воді 1999, 2000, 2003, 2004 років, призер 1998, 2005, 2006, 2008 років.